# Daniele Garozzo
Daniele Garozzo   (Catània, 4 d'agost de 1992) és un esgrimidor italià especialitzat en la modalitat de Floret. Ha participat en dues Olimpíades, guanyant la medalla d'or a Rio 2016 i la medalla de plata a Tòquio 2020. A més ha guanyat 4 medalles d'or en la prova de Floret per equips i 2 medalles de bronze en l'individual, en els Campionats del Món i també ha aconseguit 11 medalles (4 d'or) en els Campionats d'Europa.
Daniele Garozzo és doctor en Medicina, amb una tesi sobre cirurgia vascular. És el germà petit d'Enrico Garozzo, esgrimista especialitzat en la modalitat d'Espasa i qui als jocs de Rio 2016 també va guanyar una medalla de plata en la prova per equips. La seva parella és la tiradora Alice Volpi, especialitzada també en Floret i qui va guanyar una medalla de bronze als jocs de Tòquio 2020 en la prova per equips. El novembre de 2016, Garozzo va denunciar que li havien robat la medalla d'or guanyada a Rio 2016, tot i que dues setmanes després la va poder recuperar.

## Trajectòria professional
| Jocs Olímpics      | Jocs Olímpics  | Jocs Olímpics | Jocs Olímpics     |
| Any                | Seu            | Posició       | Prova             |
| ------------------ | -------------- | ------------- | ----------------- |
| 2016               | Rio de Janeiro | 1             | Floret individual |
| 2016               | Rio de Janeiro | 4a posició    | Floret per equips |
| 2020               | Tòquio         | 2             | Floret individual |
| 2020               | Tòquio         | 5a posició    | Floret per equips |
| Campionat del Món  |                |               |                   |
| 2015               | Moscou         | 12a posició   | Floret individual |
| 2015               | Moscou         | 1             | Floret per equips |
| 2017               | Leipzig        | 3             | Floret individual |
| 2017               | Leipzig        | 1             | Floret per equips |
| 2018               | Wuxi           | 5a posició    | Floret individual |
| 2018               | Wuxi           | 1             | Floret per equips |
| 2019               | Budapest       | 11a posició   | Floret individual |
| 2019               | Budapest       | 3             | Floret per equips |
| 2022               | El Caire       | 10a posició   | Floret individual |
| 2022               | El Caire       | 1             | Floret per equips |
| 2023               | Milà           | 21a posició   | Floret individual |
| 2023               | Milà           |               |                   |
| Campionat d'Europa |                |               |                   |
| 2015               | Montreux       | 2             | Floret individual |
| 2015               | Montreux       | 5a posició    | Floret per equips |
| 2016               | Torun          | 12a posició   | Floret individual |
| 2016               | Torun          | 2             | Floret per equips |
| 2017               | Tbilisi        | 1             | Floret individual |
| 2017               | Tbilisi        | 3             | Floret per equips |
| 2018               | Novi Sad       | 2             | Floret individual |
| 2018               | Novi Sad       | 2             | Floret per equips |
| 2019               | Düsseldorf     | 2             | Floret individual |
| 2019               | Düsseldorf     | 3             | Floret per equips |
| 2022               | Antalya        | 1             | Floret individual |
| 2022               | Antalya        | 1             | Floret per equips |
| 2023               | Plòvdiv        | 5a posició    | Floret individual |
| 2023               | Cracòvia       | 1             | Floret per equips |